# Pfarrkirche Flirsch

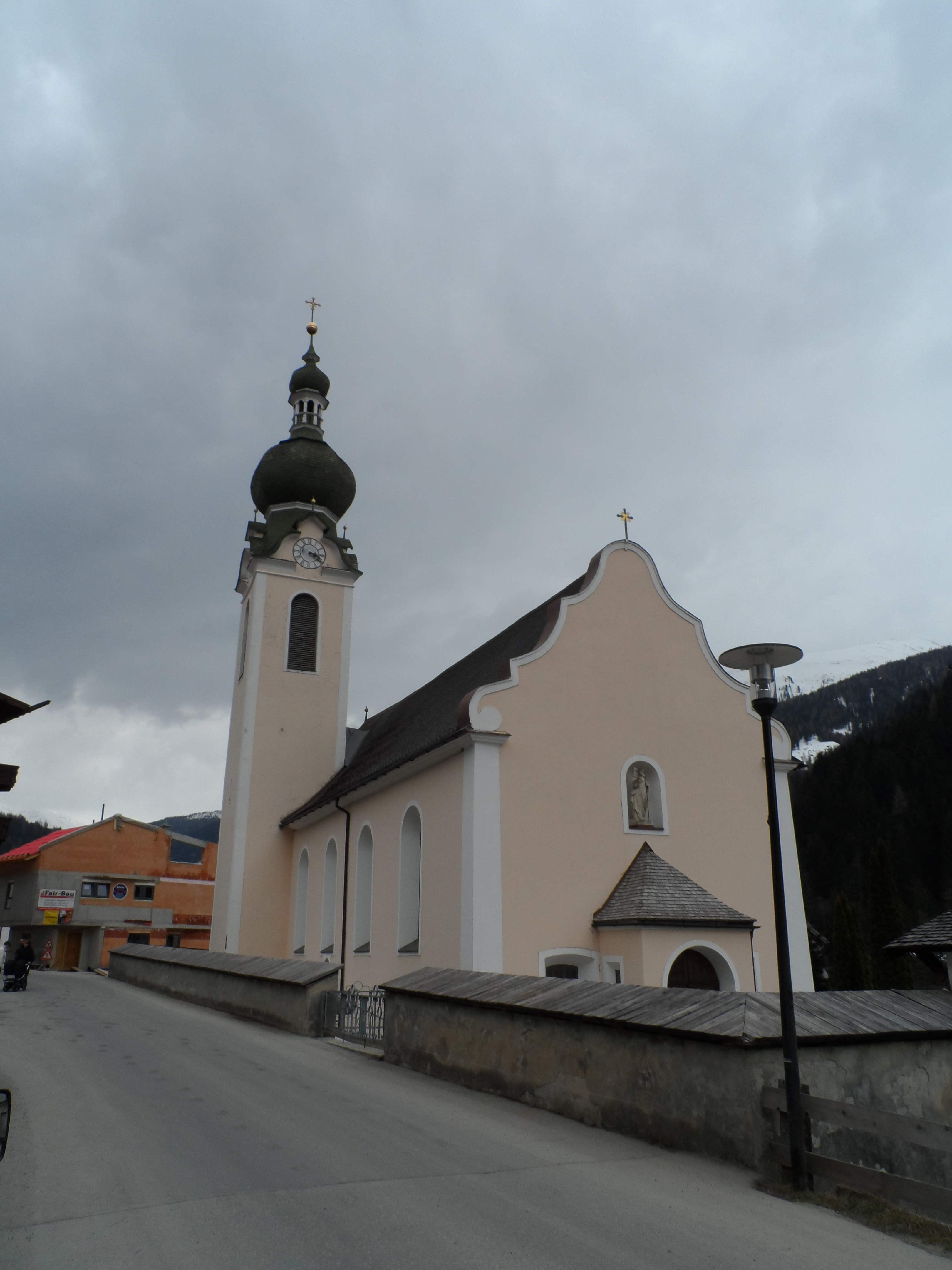
Katholische Pfarrkirche hl. Bartholomäus in Flirsch

Die Pfarrkirche Flirsch steht am Westrand des Dorfes in der Gemeinde Flirsch im Bezirk Landeck in Tirol. Die auf den Apostel Bartholomäus geweihte römisch-katholische Pfarrkirche gehört zum Dekanat Zams in der Diözese Innsbruck. Die Kirche steht unter Denkmalschutz (Listeneintrag).

## Geschichte
Die Kirche wurde 1385 urkundlich genannt. 1482 wurden die Seitenaltäre geweiht. 1751 wurde nach einem Umbau die Kirche neu geweiht. 1811 wurde die Kirche renoviert und nach Westen erweitert. Die Kirche war eine Filiale der Pfarrkirche St. Jakob am Arlberg und wurde 1891 zur Pfarrkirche erhoben. Von 1973 bis 1974 erfolgte eine Innenrenovierung.

## Architektur
Der barocke Kirchenbau mit einem schlichten Kirchenschiff unter einem Satteldach hat einen eingezogenen polygonalen Chor. Der Turm an der Nordseite des Chores hat rundbogige Schallfenster mit einem östlichen Balkon mit einem gebauchten Eisengitter und im Abschluss einem gesprengten Giebel mit einem Zwiebelhelm und Laterne aus 1821. Die Westfassade mit einem Kompositgiebel trägt in einer Nische die Figur Guter Hirte aus dem 19. Jahrhundert. Die Sakristei wurde südlich angebaut.
Das Kircheninnere zeigt ein vierjochiges Langhaus mit Rundbogenfenstern unter einer Gewölbetonne mit Stichkappen auf Pilastern und flachen Gurten. Die zweigeschoßige Empore auf Eisenstehern ist aus dem 19. Jahrhundert. Hinter dem rundbogigen Triumphbogen schließt der Chor mit einem quadratischen kreuzgratgewölbten Chorjoch und einem 3/8-Schluss an. Die Deckengemälde des Malers Josef Leopold Strickner aus 1812 zeigen im Chor den hl. Bartholomäus vor Christus und im Langhaus die Marter, die Predigt und die Wunderheilung des hl. Bartholomäus.

## Ausstattung
Die drei Altäre wurden 1851 geschaffen. Der Hochaltar trägt zentral die Figur einer spätgotischen Madonna um 1520 und die Figuren der Heiligen Bartholomäus und Barbara von Josef Georg Witwer aus der Mitte des 18. Jahrhunderts. Der Auszug zeigt das Bild Dreifaltigkeit. Der linke Seitenaltar zeigt das barocke Altarblatt Entrückung Maria Magdalena um 1770 und im Oberbild Herz Jesu. Der rechte Seitenaltar zeigt das Altarblatt Madonna und Jesu und Arme Seelen aus dem 19. Jahrhundert und im Oberbild Herz Mariä. Ein Altarblatt Allegorie Erlösung der Armen Seelen von Franz Firler aus 1757 ist in Verwahrung.
Die Kanzel ist aus der zweiten Hälfte des 19. Jahrhunderts. Der Ambo besteht aus Teilen um 1800. Zwei männliche Heiligenfiguren schuf Josef Georg Witwer. Das Kruzifix ist aus dem Anfang des 18. Jahrhunderts. Die zwei Leinwandbilder Anna selbdritt und Josef mit Kind sind aus dem Ende des 18. Jahrhunderts. Das Mariahilf-Bild in einem geschnitzten Rahmen entstand um 1800. Die Stationsbilder sind aus dem ersten Viertel des 19. Jahrhunderts.
Die Orgel baute Anton Behmann 1906.

## Totenkapelle
Die Totenkapelle westlich der Pfarrkirche mit Halbkreisfenstern unter einem Tonnengewölbe mit Rundapsis wurde 1841 erbaut. Der tabernakelartige Altar ist aus 1730. In Nischen stehen die Figuren Christus an der Geißelsäule, Maria und Johannes.